# Der Oesterreichische Zuschauer
Der Oesterreichische Zuschauer war eine österreichische Zeitung, die von 1836 bis 1857 in Wien erschien. Sie erschien dreimal wöchentlich und wurde bei Karl Ueberreuter gedruckt. Sie führte den Nebentitel Zeitschrift für Kunst, Wissenschaft und geistiges Leben.